# Hyalolepidozia bicuspidata
Hyalolepidozia bicuspidata là một loài Rêu trong họ Lepidoziaceae. Loài này được (C. Massal.) S.W. Arnell ex Grolle mô tả khoa học đầu tiên năm 1963.